# Quick (film, 2019)
Quick är en svensk verklighetsbaserad film om fallet Thomas Quick, inspirerad av Hannes Råstams bok Fallet Thomas Quick: Att skapa en seriemördare. Filmen är regisserad av Mikael Håfström med manus av Erlend Loe och följer journalisterna Hannes Råstam (spelad av Jonas Karlsson) och Jenny Küttim (spelad av Alba August) i deras reseracharbete för att få Thomas Quick (spelad av David Dencik) frikänd från de åtta mord han dömts för. Filmen beskrivs som en journalistisk thriller.
Filmen tog lång tid, från tanke till handling, att göra, på grund av finansiering och att projektet hoppade mellan olika samproducenter. Planerna på att göra film av Quick-dramat har funnits ända sedan Råstams bok släpptes och projektet har styrts upp från start av producenten Helena Danielsson och skådespelaren David Dencik, som tillsammans förhandlat fram rättigheterna.
En första trailer för filmen släpptes i slutet av april 2019. En andra, längre trailer släpptes i början av augusti.
Den 7 augusti 2019 kom nyheten att Quick var en av de tre nominerade filmer till att bli Sveriges Oscarsbidrag, men senare samma månad valdes istället en annan film. På Guldbaggegalan 2020 vann Quick för bästa manliga biroll till David Dencik och bästa smink. 
Filmen hade svensk biopremiär den 20 september 2019.

## Handling
Quick handlar om en av Sveriges största juridiska skandaler hittills. Hannes Råstam var fast besluten att bevisa Thomas Quicks oskuld och avslöja det juridiska rättskaos som gav Quick ett liv i ett rättspsykiatriskt fängelse.

## Rollista
| Jonas Karlsson        | – Hannes Råstam, journalist och reporter                |
| David Dencik          | – Sture Bergwall/Thomas Quick                           |
| Alba August           | – Jenny Küttim, researcher                              |
| Magnus Roosmann       | – Christer van der Kwast, åklagare                      |
| Suzanne Reuter        | – Margit Norell, psykoanalytiker och terapeut           |
| Linda Ulvaeus         | – Birgitta Ståhle, chefspsykolog                        |
| Tova Magnusson        | – Lena, Råstams fru                                     |
| Dag Malmberg          | – Erik Hansson, Råstams och Küttims chef på redaktionen |
| Peter Andersson       | – Jan Olsson, kriminalkommissarie                       |
| Björn Bengtsson       | – Sven Å. Christianson, professor                       |
| Christopher Wagelin   | – Seppo Penttinen, förhörsledare och kriminalinspektör  |
| Johan Hedenberg       | – Claes Borgström, advokat                              |
| Johan Gry             | – Onkolog                                               |
| Jimmy Lindström       | – Gubb Jan Stigson, journalist                          |
| Anders Mossling       | – Göran Källberg, chefsöverläkare                       |
| Anne Kjellgren        | – Vårdnadshavare på Säters sjukhus (1990-tal)           |
| Niklas Jarneheim      | – Vårdnadshavare på Säters sjukhus (2008)               |
| Timo Nieminen         | – Björn Asplund, far till mordoffret Johan Asplund      |
| Lotta Nilsson         | – Anna-Clara Asplund, mor till mordoffret Johan Asplund |
| Selma Glasell         | – Mia Ekberg                                            |
| Mikael Nord Andersson | – Musiker i kyrkan                                      |
| Olle Nyberg           | – Musiker i kyrkan                                      |
| Josephine Bauer       | – Forskare                                              |
| Philip Kuub Olsen     | – Johan Asplund, mordoffer                              |
| Annie Sarafian        | – Trine Jensen, mordoffer                               |
| Maria Grazia Di Meo   | – Gry Storvik, mordoffer                                |
| Emanuel Habtu         | – Yenon Levi, mordoffer                                 |
| Nico Indiana Minell   | – Therese Johannesen, mordoffer                         |
| Eva Ferm              | – Kvinna från Falun                                     |

## Produktion
| David Dencik spelar Thomas Quick/Sture Bergwall |  | David Dencik spelar Thomas Quick/Sture Bergwall |
| David Dencik spelar Thomas Quick/Sture Bergwall |  |                                                 |

Skådespelaren David Dencik har sagt i en intervju i Aftonbladet att han genom sin roll som John Ausonius i Mikael Marcimains TV-serie Lasermannen (2005) fick ett intresse för rättsfall. I och med Hannes Råstams TV-dokumentär och senare bok Fallet Thomas Quick: Att skapa en seriemördare om Quick ökade hans intresse för den rollen. 2012 medverkade han i Marzimains långfilm Call Girl, där han lärde känna den exekutive producenten Helena Danielsson och tillsammans köpte de rättigheterna till att göra film av Quick-dramat år 2013. Enligt Danielsson så var planerna först att Quick skulle bli en TV-serie i flera episoder, men planerna ändrades till att det istället skulle bli en långfilm.
Projektet började strax därefter utvecklas sig hos SVT, innan dessa drog sig ut. Senare gick bolaget Tre Vänner in som medproducent till filmen, men när dessa köptes upp av SF lades projektet åter på is. När Danielsson startade Brain Academy 2015 tog projektet fart igen. Manuset skrevs av norske Erlend Loe och 2017 kom regissören Mikael Håfström in i projektet. Håfström har sagt att han tog inspiration från amerikanska journalistiska thrillers, som Alla presidentens män och Spotlight, när han gjorde Quick.
Filmen spelades in under åtta veckor under hösten 2018 i Vargön, Trollhättan, Uddevalla och Stockholm.
Enligt Danielsson så har filmteamet haft nära kontakt med Råstams researcher Jenny Küttim och även hans familj under produktionen. Även den verkliga Thomas Quick (som i dag heter Sture Bergwall) är informerad om att filmen görs, men har inte alls varit delaktig i filmprocessen.